# Castelvecchio (Piozzano)
Das Castelvecchio, auch Castello di Piozzano genannt, ist die Ruine einer Niederungsburg im Zentrum der Gemeinde Piozzano in der italienischen Emilia-Romagna. Von dem Gebäude am orografisch linken Ufer des Lurettabaches, etwas erhöht gegenüber dem Rest des Ortskerns, sind nur noch einige Reste erhalten.

## Geschichte
Die Ortschaft Piozzano gehörte 1017 der Abtei San Savino in Piacenza. Aus dem Buch Storia Ecclesastica von Pier Maria Campi ist zu ersehen, dass Piozzano und seine Burg 1164 der Familie der Grafen Lomello aus Pavia gehörten, die die Funktion der Repräsentanten der kaiserlichen Gewalt in Italien innehatten. 1372 erhob sich die Burg bei der Invasion der Provinz Piacenza durch papsttreue Truppen, die in den Kampf gegen die Familie Visconti verwickelt waren, gegen diese, ohne jedoch zu kämpfen.
1412 gewährte der Herzog von Mailand, Filippo Maria Visconti, die Burg den Brüdern Bartolomeo und Filippo Arcelli, die auch von ihm zu Grafen des Tidonetals ernannt wurden. Am 25. Juni 1432 verkaufte Francescotto Anguissola, zusammen mit seinen Söhnen Francesco, Leonino und Luigi, die Burg und die Villa von Piozzano an Francesco della Veggiola, der von der herzoglichen Liegenschaftsverwaltung die Erlaubnis erhalten hatte, die Komplex zu erwerben, gleichzeitig mit der Übertragung aller Rechte, die sie gegenüber der Familie Anguissola hatte. 1441 wurde Piozzano, wie der Herzog entschieden hatte, zur Grafschaft erhoben, blieb aber in Händen der Familie Della Veggiola. 1633 starb der männliche Zweig dieser Familie aus und so gewährte der Herzog von Parma und Piacenza, Odoardo I. Farnese, Piozzano dem Grafen Ferrante Peveri Fontana, dem Gatten der letzten Erbin der Familie Della Veggiola.
1636 wurde die Burg von spanischen Truppen angezündet und auch der Rest des Dorfes schwer beschädigt. Daher ließ der Graf Ferrante Peveri Fontana 1646 auf dem anderen Ufer des Lorettabaches eine neue Festung namens Castello di Casanova errichten. Nach dem Tod von Claudio Peveri Fontana 1698 fiel das Lehen Piozzano an seinen Vetter Gaetano, dessen Erben 1779 den Markgrafentitel erhielten. 1818 gab die Familie Peveri Fontana den Bau an die Familie Burgazzoli ab, zu der später zusätzlich die Familie Achilli als Eigentümer des Komplexes kam.

## Beschreibung
Von der ursprünglichen Burg, die an einem ziemlich unzugänglichen Ufer des Rio Canto im oberen Teil von Piozzano liegt, sind nach Aufteilung des gesamten Komplexes in verschiedene Grundstücke und der späteren Umwandlung für Wohnzwecke nur noch wenige Spuren in schlechtem Erhaltungszustand bis in unsere Zeit erhalten geblieben. Von dem ursprünglichen Aufbau sind nur noch Mauern aus Stein, Flusskieseln und Mauerziegeln vorhanden, die einige Bogenfenster und im Inneren hölzerne Kassettendecken enthalten.